# Dionysia viscidula
Dionysia viscidula är en viveväxtart som beskrevs av Per Wendelbo. Dionysia viscidula ingår i dionysosvivesläktet som ingår i familjen viveväxter. Inga underarter finns listade i Catalogue of Life.